# Fernidol

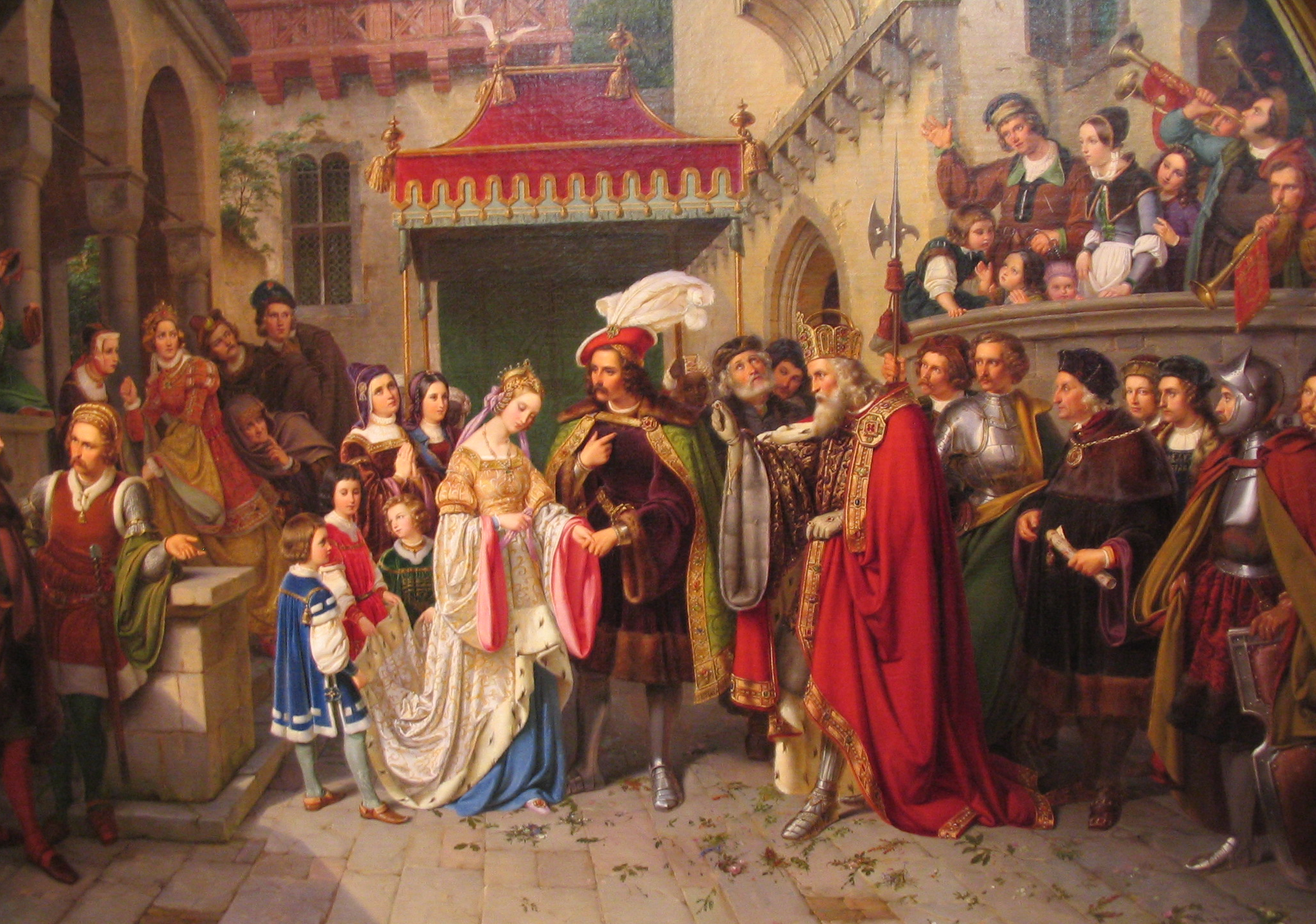
Eine der literaturgeschichtlich bedeutendsten Verarbeitungen fand das Motiv des Fernidols in Kleists Märchendrama Das Käthchen von Heilbronn (geschrieben 1807–1808).

Als Fernidol hat die Literaturwissenschaftlerin Elisabeth Frenzel 1976 eine literarische Figur bezeichnet, die von einer anderen Figur geliebt wird, obwohl die beiden einander noch nie oder höchstens äußerst flüchtig begegnet sind.
Das Fernidol ist nach Frenzel weitaus mehr als nur eine Person, an der die liebende Figur romantisches bzw. sexuelles Interesse findet. Vielmehr ist es die Repräsentation eines Ideals. Das Fernidol entfacht Liebe, will gesucht werden und kann gefunden werden, weil es – als Idol – von diesem Ideal eine wesenhaft personale Vorstellung bildet.
Die Fernliebe wird stets durch eines der folgenden Ereignisse ausgelöst:
- die (dann liebende) Figur erhält über die ferne Figur und deren Vorzüge einen mündlichen Bericht
- die Figur schaut das Fernidol im Traum
- die Figur erblickt ein Bild, auf dem das Fernidol dargestellt ist
- die Figur erblickt ein sonstiges Zeichen, das vom Fernidol kündet (in Tristan und Isolde z. B. eine Schwalbe)

Daraufhin gerät die Figur entweder unter einen Liebeszauber oder sie erkennt, dass sie schicksalhaft mit der fernen Figur verbunden ist. Das erstere ist eher in der westlichen Märchentradition der Fall, das letztere eher in der östlichen (indischen, persischen, arabischen) Erzähltradition. In beiden Fällen zieht die liebende Figur anschließend aus, um das Fernidol zu gewinnen (in Frenzels Jargon: „heimzuholen“).

## Griechische Antike

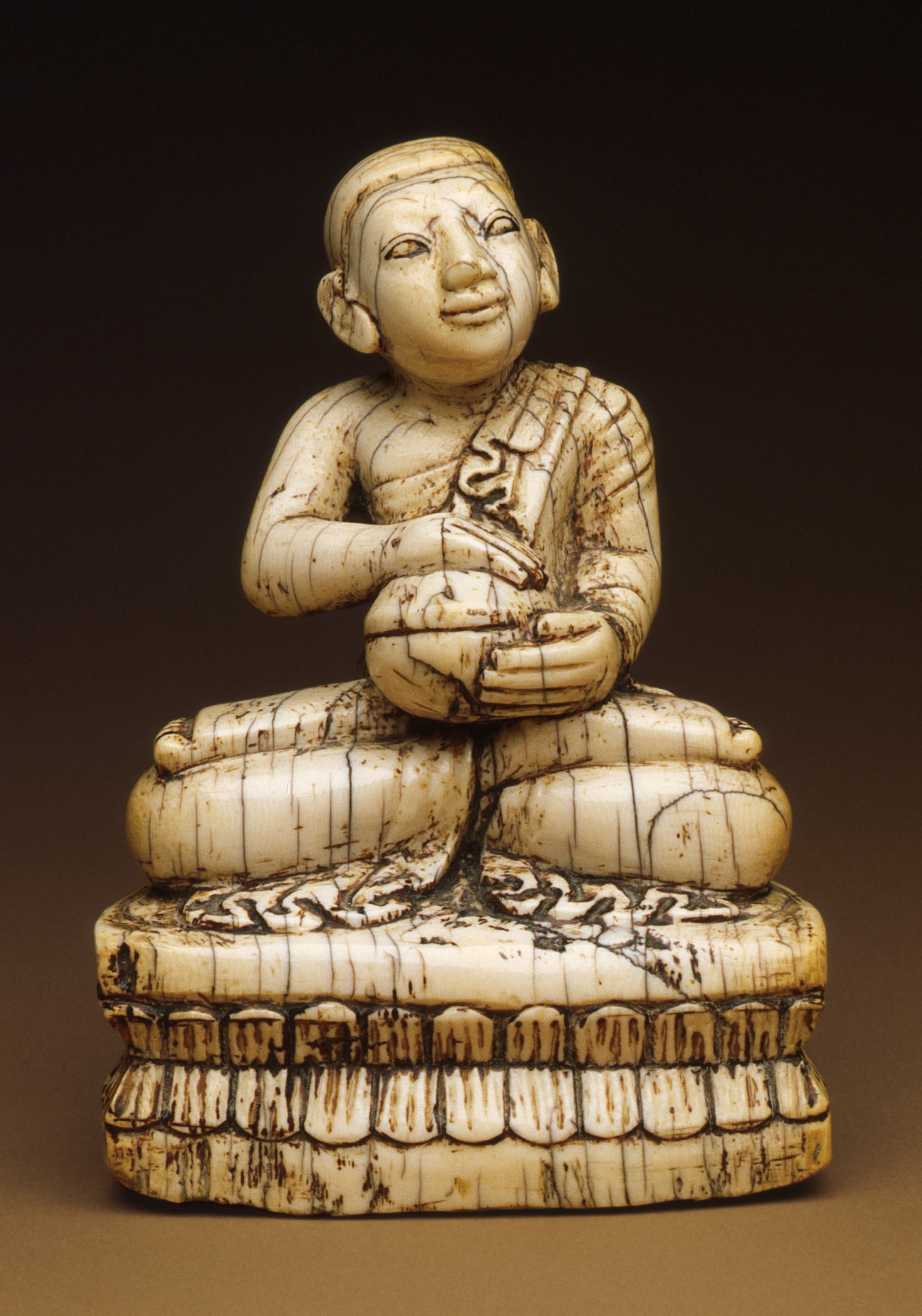
Eine der ältesten überlieferten Fernidol-Geschichten ist die vom buddhistischen Mönch Upagupta, in den sich die Kurtisane Vasavadatta nur auf Hörensagen hin verliebt (Divyavadana, 1. Jahrhundert n. Chr.)

Vereinzelt erscheint das Motiv des heimgeholten Fernidols bereits in der altgriechischen Literatur. Frenzel nennt als Beispiel ein von Strabon († nach 23 n. Chr.) überlieferten Märchen, in dem ein Adler einen der Hetäre Rhotopis entwendeten Schuh dem König Psammetich in den Schoß wirft; der König ist von diesem Zeichen wie verzaubert und macht sich auf die Suche nach der Besitzerin.

## Indische, persische und arabische Literatur
Da das literarische Motiv des heimgeholten Fernidols gerade in der indischen, persischen und arabischen Literatur schon früh eine große Rolle spielt
(Divyavadana,
Nala und Damayanti,
Bakhtyar Nameh,
Firdausi: Schāhnāme,
Somadeva: Kathasaritsagara,
Djami: Yusuf o Zuleicha,
Tausendundeine Nacht), vermutete Frenzel einen Zusammenhang zum Exogamiegebot, das insbesondere in Indien traditionell sehr streng gehandhabt wurde. Charakteristisch für die orientalischen Narrative war der Ruhm, der der jeweiligen Traumprinzessin wegen ihrer Stärke und Schönheit vorauseilte und der bei ihrem Bewunderer eine schicksalhafte Neigung auslöste, lange bevor beide sich erstmals gegenüberstanden.
Traumbilder
Im bekanntesten indischen Epos, dem Mahabharata (zwischen 400 v. Chr. und 400 n. Chr. erstmals niedergeschrieben), verlieben Aniruddha und Usa sich im Traum ineinander. Diese Variante des Fernidol-Motivs erscheint in der Weltliteratur von da an immer wieder. Frenzel hat argumentiert, dass der Traum in der Dichtung stets von Bedeutung erfüllt sei, in dem Sinne, dass ein gottgesandtes Traumbild ein magisches Bild zwischen Träumendem und Abgebildetem knüpfe. Auch in Subandhus Roman Vasavadatta (2. Hälfte des 7. Jh.s) und Bhasas Schauspiel Svapnavasavadattam (um 600), die beide die Geschichte des Prinzen Kandarpaketu erzählen, erscheint diesem seine Geliebte im Traum. In Firdausis Buch der Könige (1010) ist es eine Königstochter, die am Ende ihren Traumprinzen findet. Die Inclusa-Geschichte der Novellensammlung Sieben weise Meister, in der das zueinander findende Paar durch einen Doppeltraum verbunden wird, geht vermutlich auf einen persischen Ursprung zurück.
Physische Bilder
Ebenso wie ein Traum kann in der Dichtung auch ein Bild verzaubern. Frenzel weist in diesem Zusammenhang auf den Volksglauben hin, nach dem auf den Erwerb eines Bildnisses die Gewalt über die abgebildete Person folgt. Einschlägige Erzählungen, in denen jemand durch den Anblick eines Bildes von Liebe geschlagen wird, finden sich etwa in Tausendundeine Nacht (Geschichte des Prinzen Sayf al-Muluk, 759–776; Ibrahim und Dschamila, 953–959). Bereits in den Jataka-Sammlungen (seit 3. Jh. v. Chr.) um das Leben des Buddha hatte Bodhisattva von seinen Eltern, die ihn zur Heirat drängten, die Verwirklichung seines Traumidols verlangt und zu diesem Zwecke ein physisches Abbild seines Traumbildes geschaffen. In Nachshabis Papageienbuch (1330), der persischen Umgestaltung eines indischen Erzählwerkes, erscheint dem Kaiser von China ein Traumbild, das vom Wesir nach seiner Beschreibung gemalt und wie eine Suchanzeige ausgehängt wird. In einer Geschichte aus der Novellensammlung Sieben weise Meister lässt der reiche Philo eine Plastik anfertigen; ein Reisender glaubt darin seine Frau zu erkennen, was es Philo am Ende ermöglicht, die Frau zu rauben. Weitere Werke, in denen ferne Idole über Bilder entdeckt werden, sind
Kalidasa: Malavikagnimitra (Drama),
Dandin: Die Taten der zehn Prinzen (Roman) und
Nezāmi: Sieben Schönheiten (Epos).

## Germanische und nordwesteuropäische Sagenwelt
Auch im Westen entstanden bereits früh Geschichten um gefährliche Brautfahrten (Nibelungensage). Zwar eilte darin auch Königstöchtern wie Brünhild und Kriemhild ein Ruf voraus; es war jedoch weder Zauberei noch eine vom Schicksal vorab bestimmte Liebe, die Gunther bzw. Siegfried zu ihren Brautfahrten angestachelt hat, sondern Eroberungslust.
Der Tristan-und-Isolde-Stoff dagegen, der nicht germanischen, sondern walisisch-schottisch-britannischen Ursprungs ist, stand in der von den Griechen ausgegangenen Tradition der Märchen; in den frühen Fassungen (Estoire, 12. Jh.; Eilhart von Oberg, um 1180) überbringt eine Schwalbe König Marke ein Haar Isoldes als persönliches Siegel, woraufhin er Tristan als Brautwerber entsendet. Die einzig erhaltene mittelenglische Version, Sir Tristrem (um 1300), ist in ihrer Fernidol-Motivik bereits deutlich von asiatischen Vorbildern beeinflusst.
Auch im altisländischen Sagenkreis wurde das Motiv des heimgeholten Fernidols auf märchenhafte Weise behandelt, etwa in der Kormáks saga (1. Hälfte des 13. Jh.s) um einen Skalden, der in unglückliche Liebe zu Steingerdr fällt, nachdem ihre reizenden Füße (jedoch nicht die Frau) sieht. Ein weiteres Beispiel ist die  Kudrun-Sage (um 1240), in der die Königstochter Hilde sich für den fernen König Hettel gewinnen lässt, nachdem Horands betörender Gesang sie verzaubert. In der Göngu-Hrólfs-Saga (13./14. Jh.) empfängt Jarl Eirik das zauberische Zeichen am Grabe seiner Frau. In der Rémundar saga keisarasonar (14. Jh.) und der Þjalar-Jóns saga (14. Jh.) ist es der Anblick eines Bildes, der die Liebenden verzaubert.

## Provenzalische Trobadordichtung
Das Motiv der vom Fernidol entfachten schicksalhaften Liebesbesessenheit gelangte erst übers arabische Spanien und mit den Kreuzzügen nach Europa. Dort manifestierte es sich seit dem 11. Jahrhundert in der provenzalischen Trobadordichtung, wo Wunschversagung zu Minneglück umgeprägt wurde. Die Minneliteratur pflegte ein spiritualisiertes Liebesideal, das Dienst und Geduld lehrte. Trobadore wie Jaufré Rudel (1100–um 1147), Guilhen de Cabestaing (1162–1212) und Uc de Saint Circ (1217–1253) feierten die Fernliebe (amor de lonh).

## Renaissance
Der Renaissance-Humanismus brachte – mit seiner Freude am Reichtum aller Ressourcen, aus denen sich schöpfen ließ – vom 14. Jahrhundert an einen weiteren Schub der Rezeption der östlichen Literatur. So übersetzte um 1470/1480 Antonius von Pforr das Panchatantra ins Deutsche. Im Gefolge der Rezeption der östlichen Literatur entstanden auch viele neue Ritterromane; das Motiv des heimgeholten Fernidols war darin oft zentral:
Partonopeus de Blois,
Hue de Rotelandes Ipomedon,
Amadis,
Nicholas Trivets Annales,
Antonio Puccis Historia della reina d'oriente,
Geoffrey Chaucers The Man of Law's Tale,
Die schöne Magelone,
Elisabeth von Lothringens Herpin und
Palmerín de Oliva.
In Giovanni Boccaccios Decamerone (1349–1353) verlieben Prinz Gerbino und die Prinzessin von Tunis sich ineinander, ohne den anderen je gesehen zu haben.
Auch in der Renaissanceliteratur erschien das Motiv des Fernidols keineswegs immer nur im Rahmen von Ritterromanen. Ein Beispiel bildet Giovanni Fiorentinos Novellensammlung Pecorone (1378/1390), in der ein junger Florentiner Edelmann in heftiger Liebe zu einer Nonne, die er von Angesicht nie erblickt hat, entbrennt und selbst Mönch wird, um sich der Angebeteten als Kaplan nähern zu können; die Erfüllung der Liebe besteht dann in einem täglichen gegenseitigen Geschichtenerzählen.
In Edmund Spensers epischem Gedicht The Faerie Queene (1590–1596) liebt König Artus leidenschaftlich die ferne Feenkönigin Gloriana, und Ritter Marinell liebt die Ritterin Britomart.

## Barock
In der Barockliteratur sollte das Motiv des heimgeholten Fernidols, wie Frenzel beschrieben hat, „noch einmal seine strukturbildende Kraft bewähren und eine Fülle orientalisierender Affären unter den Spannungsbogen zwischen emporflammender Liebe, brennendem Sehnen und glühender Vereinigung zwingen“.

### Goldenes Zeitalter Spaniens

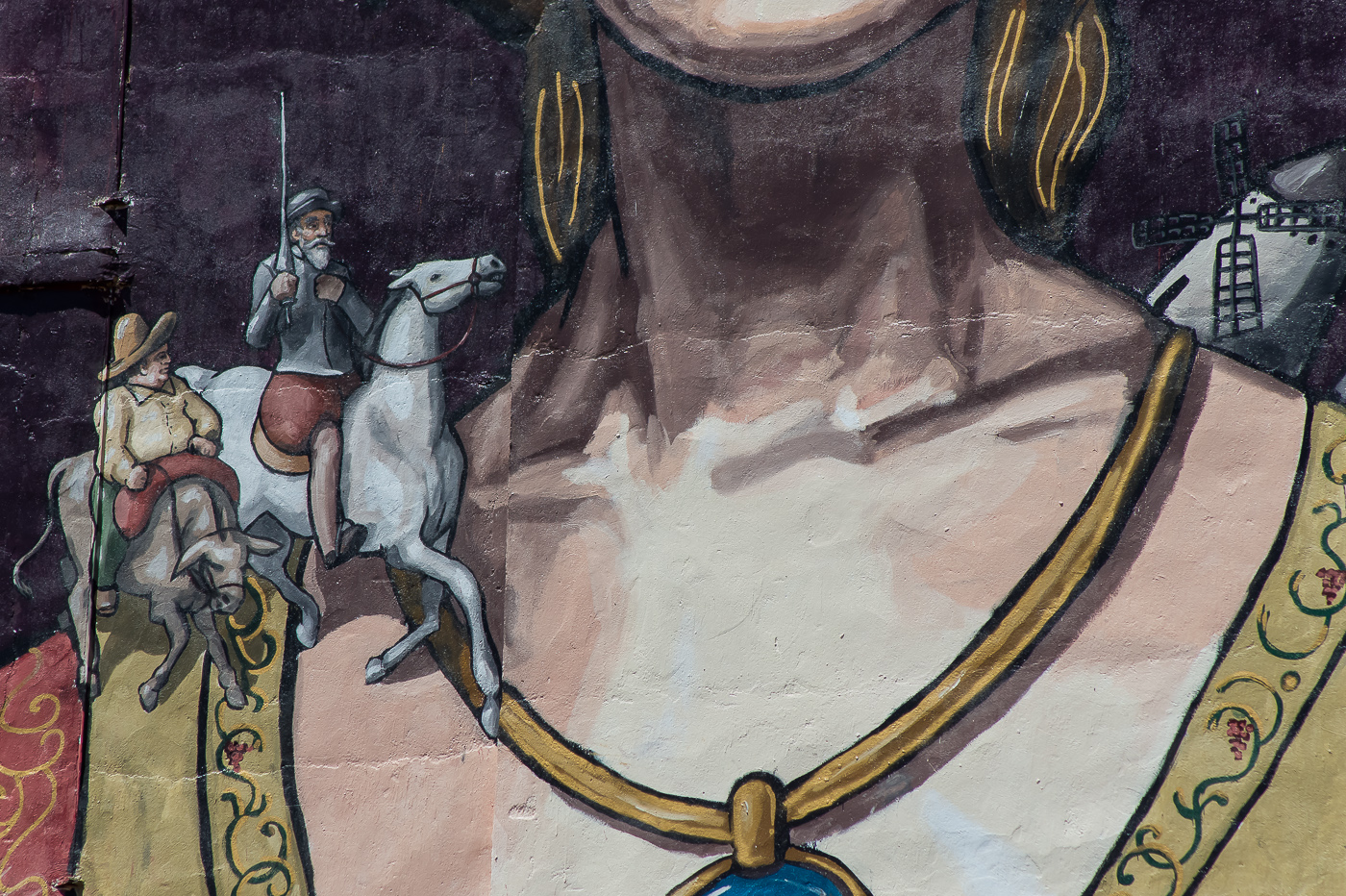
In Don Quijote behandelt Cervantes das Motiv bereits in stark ironisierter Form.

Miguel de Cervantes’ Roman Don Quijote, eine satirische Attacke auf die Ritterromane, nahm im 1606/1615 nicht zufällig auch das Narrativ des Fernidols aufs Korn; bei Cervantes existiert dieses Idol (Dulcinea) nur in der Fantasie des Ritters. Antonio Coello hat wenige Jahrzehnte nach Cervantes’ Tod dessen Novelle Der eifersüchtige Estremadurer neu bearbeitet und unter dem Titel El celoso extremeño publiziert; der Titelheld verliert darin seine in Madrid eifersüchtig gehütete Nichte, weil ein Jüngling aus Sevilla ihr Bild erblickt und die Schöne nicht wieder vergessen kann.
Die Dramatiker des Siglo de Oro waren vor allem durch Werke wie die Estoria de España, Amadis und Palmerín angeregt. Lope de Vega hat das Motiv gleich dreimal verarbeitet (El mas galan portugues Duque de Vergança, 1617; La prision sin culpa, 1617; Los pacalios de Galiana, 1638). Autoren wie
Antonio Mira de Amescua (El galán, valiente y discreto, vor 1644),
Antonio Martínez de Meneses (Amar sin ver, 1663),
Agustín Moreto (Yo por vos y vos por otro, vor 1669; Lo que puede la aprensión, 1669) und
Álvaro Cubillo de Aragón (Añasco el de Talavera, um 1670) trieben das Motiv des heimgeholten Fernidols zugleich zum Eingeständnis der Unglaubwürdigkeit von Fernliebe und in eine groteske Überspitzung.

### Frankreich
In Frankreich schrieb Marin le Roy de Gomberville von 1632 bis 1637 den Roman Polexandre um einen Prinzen, den die Suche nach seinem Fernidol Alcidiana bis nach Mexiko und in die Antillen führt. 1651 ließ er La jeune Aldiciane nachfolgen. Von Polexandre beeinflusst war Madeleine de Scudérys Roman Ibrahim ou l'illustre Bassa (1641), ein Werk, das La Calprenède zu seinem Roman Cléopâtre (1647–1658) anregte. Noch in Charles Sorels antisentimentalem und antihöfischem Roman Histoire comique de Francion (1623) endet die Kette der amourösen Abenteuer Francions damit, dass er mit seinem Fernidol vereinigt wird.

### Deutschsprachiger Raum
Im deutschsprachigen Raum verarbeitete Philipp von Zesen Mlle de Scuderys Roman zu einem eigenen Roman: Ibrahims oder Des Durchleuchtigen Bassa und der Beständigen Isabellen Wundergeschichte (1645). Dessen Motivvariante des heimgeholten Fernidols griff wiederum Daniel Casper von Lohenstein auf und verwendete sie für ein Trauerspiel Ibrahim (1653), während Andreas Heinrich Bucholtz sie für eine Nebenhandlung seines Romans Herkules und Valiska (1659–1660) bearbeitete. Anton Ulrich von Braunschweig-Wolfenbüttel nutzte die Motivvariante mehrfach in seinen Staatsromanen (Die durchlauchtige Syrerin Aramena, ab 1669; Römische Octavia, ab 1677). Auch der letzte Verfasser heroisch-galanter Romane, Heinrich Anselm von Ziegler und Kliphausen, ließ in seinem Roman Die Asiatische Banise (1689) den Prinzen von einem Fernidol träumen.

## 18. Jahrhundert
Von einer persischen Erzählung, die über die Märchensammlung Tausendundein Tag auch nach Europa gelangte, ist Carlo Gozzis Tragikomödie Turandot (1762) inspiriert; Prinz Kalaf verfällt der Kaiserstochter, nachdem er ihr Bildnis erblickt. Friedrich Schiller hat den Stoff 1801 neu bearbeitet, und die heute noch bekannteste Version ist Giacomo Puccinis 1926 uraufgeführte gleichnamige Oper.
1764 veröffentlichte Christoph Martin Wieland seinen vom Don Quijote beeinflussten Roman Der Sieg der Natur über die Schwärmerei oder die Abenteuer des Don Silvio von Rosalva, in dem der Titelheld ein Miniaturbild findet, das den obsessiven Leser modischer Feenmärchen auf eine Prinzessin verweist, die vermeintlich aus Schmetterlingsgestalt zurückverwandelt werden muss; die Suche nach der Schönen bringt ihn nicht nur zur Besinnung, sondern auch zu einer schönen Wirklichkeit. Ein weiteres Mal hat Wieland das Motiv in seinem romantischen Gedicht Oberon (1780) verwendet, ebenfalls auf ironische Weise: der Feenkönig sendet darin sowohl dem Ritter Hüon als auch der Bagdader Prinzessin Rezia Träume, durch die sie in gegenseitige Liebe versetzt werden. Wielands Werke hatten großen Einfluss auf die Dichter der Romantik sowie auf die Operngeschichte (Wolfgang Amadeus Mozart: Die Zauberflöte, 1791: Arie Dies Bildnis ist bezaubernd schön; Carl Maria von Weber: Oberon, 1826).
Bereits 1776 hatte Jakob Michael Reinhold Lenz sein erst postum gedrucktes Fragment Der Waldbruder geschrieben, dessen verträumte und für Manipulationen anfällige Titelfigur in Fernliebe u. a. zur Gräfin Stella entbrennt; am Ende scheitert der Waldbruder an der Wirklichkeit.

## Klassik und Romantik
Bei Friedrich Schiller kommt das Motiv außer in Turandot auch in Maria Stuart (1800) vor: Mortimer fasst seine Neigung zur Titelheldin in dem Augenblick, wo er ihr Abbild erblickt.
In Ludwig Tiecks Roman Franz Sternbalds Wanderungen (1798) erscheint das Fernidolmotiv, das bei Wieland zuletzt spielerisch und ironisch verwendet worden war, ein weiteres Mal in vollem Ernste. Der Titelheld jagt seiner Traumliebe, Marie, nach und widerspricht damit – unter Berufung auf Jaufré Rudel – der von den Romantikern ja immer wieder geschmähten Vernunft. Ein weiteres typisches Beispiel für die Behandlung des Fernidolmotivs in der Romantik bildet Clemens Brentanos Lustspiel Ponce de Leon, in dem Ponce Isidora liebt, von der er nur ein Bild gesehen hat. Das Motiv löst sich hier entschieden seiner alten magischen Grundierung und wird romantisch neu gefasst als „Inbegriff einer nur aus der Sehnsucht lebenden, ziellosen Liebe“. Diese spiritualisierte Liebe lebt gerade davon, dass das Liebesobjekt nicht gesehen wird. Frenzel beschreibt, wie Fernidolmotiv bei den Romantikern „Denken und Schauen paarte, dunkle Mächte aufrief, Hellsehen, Ahnung, Schlafwandeln würdigte“ und die Dichter eben damit in dem Sinne „zur Teilhabe an der Wissenschaft des Unbewussten“ befähigte, wie Gotthilf Heinrich von Schubert sich dies in seinen Ansichten von der Nachtseite der Naturwissenschaft (1808) vorgestellt hat.
Auf der Grundlage von Schuberts Überlegungen war dann Heinrich von Kleist in der Lage, Das Käthchen von Heilbronn (1808) zu schreiben, dessen Stoff zwar eine auf dem Jahrmarkt entstandene Volkssage war, dem Kleist dann jedoch eine Traummotivik geben konnte, die entschieden in der romantischen Tradition stand. Ebenfalls Schubert verpflichtet war E. T. A. Hoffmann, der das Motiv des heimgeholten Fernidols gleich mehrfach verwendet hat, zuerst in Die Automate (1814). In Hoffmanns Erzählungen Der Artushof und Die Jesuiterkirche in G. (beide 1816) erkennt die Hauptfigur – in beiden Fällen ein Maler –, dass die Verwirklichung der Fernliebe nur mit künstlerischer Unfähigkeit zu erkaufen ist. In Meister Martin der Küfner und seine Gesellen (1819) gilt die Sehnsucht des Künstlers einem Madonnenbild und nicht der Küferstochter Rosa, die dieses zu verkörpern scheint. Auf ähnliche Weise geht auch das Liebeswerben des Mönchs Medardus in Die Elixiere des Teufels (1815–1816) am eigentlichen Ziel vorbei. Eine weitere Erzählung Hoffmanns, in der die Begegnung mit dem Urbild nicht Erfüllung, sondern Entsagung bringt, ist schließlich Die Doppeltgänger.

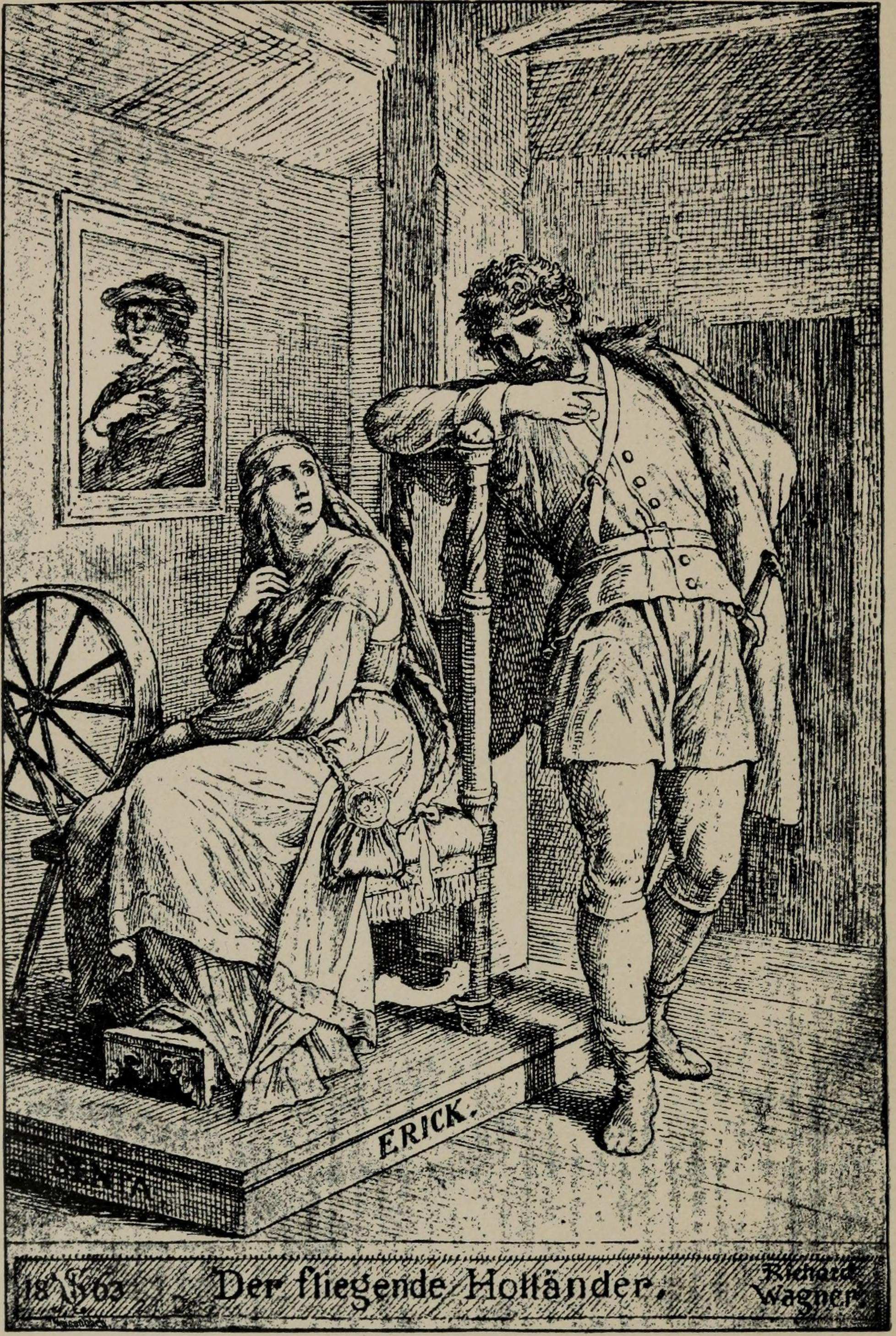
Der fliegende Holländer: Senta ist zwischen Erik und dem erträumten Holländer hin- und hergerissen.

In Wilhelm Hauffs Erzählung Die Bettlerin vom Pont des Arts (1827) erfährt das Motiv insofern eine Variation, als ein weibliches Porträt bei zwei Männern nicht neue, sondern Erinnerung an verlorene Liebe hervorruft, die wiedererweckt werden will. Ebenfalls der Romantik zuzuordnen ist Richard Wagners Oper Der fliegende Holländer (1843); Senta wird darin vom Gemälde eines „bleichen Mannes mit dunklem Barte und in schwarzer Kleidung“ verzaubert.
Einige der von den Brüdern Grimm gesammelten Märchen haben aus dem Motivvorrat der indischen Literatur geschöpft, allen voran Der treue Johannes (1819), in dem der loyale Diener nicht verhindern kann, dass sein junger König das Bild einer Königstochter erblickt, die er dann unbedingt haben will.

## Jüngere Literatur, Film
Paul Verlaine, ein Vertreter des französischen Symbolismus, schrieb 1866 sein Gedicht Mon Rêve Familier, in dem an die Stelle der Heimholung die Desillusion tritt.
Auf ganz konventionelle Weise verwendete dagegen E. Marlitt in ihrem Roman Im Schillingshof (1879), in dem Arnold von Schilling sich in die ferne Mercedes verliebt, als ihm ihr Porträt in die Hände fällt. In ihrem Schauerroman Trix (1903) lässt Eufemia von Adlersfeld-Ballestrem den männlichen Partner in Liebe zur Titelheldin erglühen, nachdem sie sich als Ebenbild eines Gemäldes erweist, das sich in seinem Besitz befindet. 1917 veröffentlichte Hedwig Courths-Mahler ihren Roman Griseldis, dessen Titelfigur sich in Graf Harro verliebt, als sie erstmals sein Foto erblickt.
In der Moderne erscheinen neue Medien zur Erweckung von Fernliebe: in Leonard Bernsteins Musical On the Town (1944) etwa ein Werbeplakat, in Erich Loests Erzählung Etappe Rom (1975) Klopfzeichen an einer Gefängniswand und in Richard Mathesons Roman Bid Time Return (1975; bekannter ist die Verfilmung, Ein tödlicher Traum) eine alte Fotografie. In Dieter Wellershoffs Roman Die Sirene (1980) und Robert van Ackerens Spielfilm Die Venusfalle (1988) ist es eine Stimme am Telefon, die bei der männlichen Hauptfigur leidenschaftliche Liebe weckt. Bereits 1977 hatte die Kanadierin Elizabeth Hay in Late Nights on Air die Geschichte eines Mannes erzählt, der sich in eine Stimme im Radio verliebt. Eine noch aktuellere Variation des Fernidolmotivs bot 2013 Spike Jonzes Film Her, in dem die männliche Hauptfigur sich in die Stimme seines neuen Betriebssystems verliebt.